# Boguchwała (gmina Skępe)
Boguchwała – wieś w Polsce, położona w województwie kujawsko-pomorskim, w powiecie lipnowskim, w gminie Skępe.

## Historia
Wieś istniejąca już w XVII wieku. Pod koniec XVIII stulecia osadzeni zostali w okolicy koloniści niemieccy, którzy zajęli się zagospodarowywaniem mało urodzajnej ziemi. W XIX wieku wieś liczyła 665 morgów i 25 dymów. Przy drodze prowadzącej przez wieś, po jednej stronie ulokowano ewangelicki dom modlitwy budowany z drewna, zwieńczony wieżyczką. Budynek pełnił również funkcję szkoły elementarnej. Po drugiej stronie drogi założono cmentarz, na którym niegdyś znajdowała się drewniana dzwonnica, po której dziś brak jest śladu. Cmentarz zachował się w fatalnym stanie. Niszczeje pozbawiony opieki.

## Podział administracyjny
W latach 1975–1998 miejscowość administracyjnie należała do województwa włocławskiego.

## Demografia
Według Narodowego Spisu Powszechnego (III 2011 r.) wieś liczyła 175 mieszkańców. Jest dwunastą co do wielkości miejscowością gminy Skępe.